# Pixelfed
Pixelfed – wolna i otwarta sieć społecznościowa umożliwiająca udostępnianie zdjęć. Jest zdecentralizowana, dzięki czemu dane użytkowników nie są przechowywane na pojedynczym serwerze. Pozwala każdemu uruchomić własny węzeł będący częścią sieci, każda z własnym regulaminem i opcjami prywatności. Cecha ta odróżnia platformę od centralizowanych sieci społecznościowych – pozwala bowiem użytkownikom na wybór serwera, z którego polityką zgadzają się, bez utraty dostępu do całej sieci.
Każdy użytkownik jest częścią sfederowanej sieci, na której składa się wiele serwerów. Pozwala użytkownikom różnych serwerów wzajemnie komunikować się z pozostałymi. Pixelfed jest częścią większej sieci, zwanej Fediwersum, pozwalająca użytkownikom na interakcje z użytkownikami innych platform korzystających z tego samego protokołu, jak Mastodon.
Pixelfed stał się znacznie bardziej rozpoznawalny za sprawą Facebooka blokującego linki do tego serwisu od co najmniej stycznia 2025 roku. Uruchomiona została też zbiórka na Kickstarterze, która osiągnęła swój cel 50 tysięcy CAD w zaledwie 13 godzin.

## Funkcje
Pixelfed ma funkcje udostępniania zdjęć podobne do Instagrama, lecz w odróżnieniu od niego ma na celu ochronę prywatności, bez analiz danych i śledzenia przez osoby trzecie (więcej na Facebook). Platforma także ma relacje, kolekcje, funkcję prywatnych wiadomości i live streamy wzorowane na platformie Mety, i pozwala użytkownikom importować z niej zdjęcia. Nie ma algorytmów manipulujących nad widocznością wpisów – sortuje wpisy chronologicznie i organizuje je za pomocą hasztagów, geotagowania i polubień. Nie ma reklam – rozwój projektu jest finansowany z darowizn.
Pixelfed ma niektóre cechy Mastodona, w tym nacisk na odkrywanie treści i ostrzeżenia o zawartości. Wpisy użytkowników na tym samym serwerze są dostępne na osi lokalnej, a z innych serwerów na osi globalnej. Każdy serwer może ustalić swój limit zdjęć na post (domyślnie 10) oraz limit wielkości przesyłanych zdjęć w ogóle (domyślnie 6 GB). Oficjalna instancja (pixelfed.social) w dniu 20 listopada 2023 zniosła całkowicie limit rozmiaru przechowywanych zdjęć.

## Technologia
Oficjalne aplikacje Pixelfeda na Androida i iOS obecnie są w fazie testowania. Pixelfed wspiera i promuje również nieoficjalne aplikacje takie jak PixelDroid.
Serwis wspiera uwierzytelnianie dwupoziomowe za pomocą aplikacji TOTP.
Cała sieć serwerów Pixelfed składa się z 125,000 użytkowników na ponad 500 serwerach. Najpopularniejszy serwer to prowadzony przez twórców pixelfed.social, który na czas grudnia 2022 ma 70,000 użytkowników. Skategoryzowana lista serwerów jest dostępna na oficjalnej stronie.
Oprogramowanie jest dostępne w 44 językach, w tym języku polskim.